# Championnat des Émirats arabes unis d'échecs
Le championnat des Émirats Arabes Unis d'échecs est la compétition qui permet de désigner le meilleur joueur d'échecs des Émirats arabes unis. 
Il est organisé par la fédération émirati des échecs. Il s'agit de l'une des principales compétitions nationales d'échecs des Émirats arabes unis qui se déroule avec les limites de temps standard, l'autre étant la UAE President's Cup (Coupe du Président de la fédération échiquéenne des Emirats), événement annuel depuis 1994.

## Vainqueurs du championnat mixte

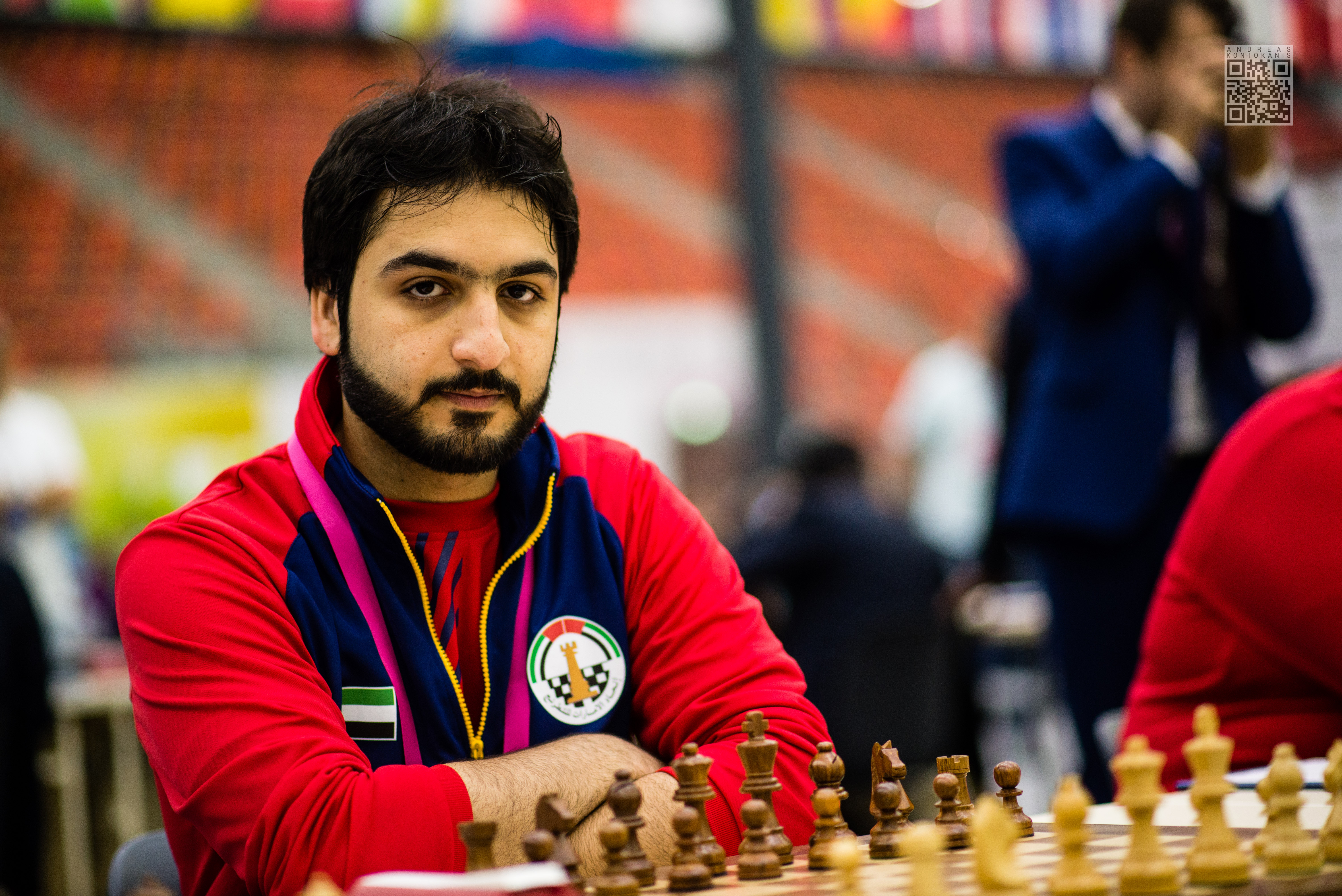
Le Grand maître Salem Saleh, quadruple champion d'échecs émirati

| Année | Vainqueur           |
| ----- | ------------------- |
| 2001  | Taleb Moussa[3]     |
| 2002  | Nabil Saleh[4]      |
| 2003  | Taleb Moussa[5]     |
| 2004  |                     |
| 2005  | Othman Moussa[6]    |
| 2006  |                     |
| 2007  | Abdullah Hassan [7] |
| 2008  | Salem Saleh[8]      |
| 2009  |                     |
| 2010  |                     |
| 2011  | Salem Saleh[9]      |
| 2012  | Salem Saleh[10]     |
| 2013  |                     |
| 2014  |                     |
| 2015  | Saeed Ishaq[11]     |
| 2016  | Saeed Ishaq[12]     |
| 2017  | Salem Saleh         |
| 2018  |                     |
| 2019  |                     |
| 2020  |                     |
| 2021  |                     |

## Vainqueurs du championnat féminin
Noura Mohamed Saleh est multiple vainqueur du championnat. Elle le gagne en 2008, 2010, 2011 et 2016.